# Carne Mirandesa
A Carne Mirandesa DOP é um produto de origem portuguesa com Denominação de Origem Protegida pela União Europeia (UE) desde 14 de novembro de 1996. A Carne Mirandesa DOP é obtida a partir de bovinos da raça Mirandesa.

## Agrupamento gestor
O agrupamento gestor da denominação de origem protegida "Carne Mirandesa" é a AGROPEMA - Cooperativa Agro-Pecuária Mirandesa S.C.R.L..